# Västgötesjön
Västgötesjön är en sjö i Hällefors kommun i Västmanland och ingår i Göta älvs huvudavrinningsområde. Sjön har en area på 0,552 kvadratkilometer och ligger 251,1 meter över havet. Sjön avvattnas av vattendraget Nyttorpsbäcken.

## Delavrinningsområde
Västgötesjön ingår i det delavrinningsområde (660900-142695) som SMHI kallar för Utloppet av Limmingsjön. Medelhöjden är 263 meter över havet och ytan är 9,93 kvadratkilometer. Det finns inga avrinningsområden uppströms utan avrinningsområdet är högsta punkten. Nyttorpsbäcken som avvattnar avrinningsområdet har biflödesordning 3, vilket innebär att vattnet flödar genom totalt 3 vattendrag innan det når havet efter 332 kilometer. Avrinningsområdet består mestadels av skog (69 procent). Avrinningsområdet har 1,64 kvadratkilometer vattenytor vilket ger det en sjöprocent på 16,5 procent.